# Stephan Thomas
Stephan Thomas (* 22. Oktober 1957 in Berlin) ist ein Generalleutnant a. D. des Heeres der Bundeswehr.  Er war auf seinem letzten Dienstposten bis zum 30. März 2022 Kommandeur Deutsche Anteile Multinationale Korps/Militärische Grundorganisation im Kommando Heer.

## Militärische Laufbahn

### Ausbildung und erste Verwendungen
1976 trat Thomas als Offizieranwärter beim Panzerbataillon 144 in Koblenz in den Dienst der Bundeswehr. 1977 absolvierte er die Ausbildung zum Panzerzugführer an der Panzertruppenschule in Munster und nahm hiernach sein Studium der Wirtschafts- und Organisationswissenschaften an der Universität der Bundeswehr Hamburg auf. Dieses schloss er 1981 ab und diente im Anschluss daran bis 1985 als Zugführer und Nachrichtenoffizier (S2) im Panzerbataillon 34 in Nienburg/Weser. Von 1985 bis 1988 war Hauptmann Thomas Kompaniechef der 4. Kompanie des Panzerbataillons 24 in Braunschweig.

### Dienst als Stabsoffizier
Von 1988 bis 1990 absolvierte Thomas den 31. Generalstabslehrgang des Heeres an der Führungsakademie der Bundeswehr in Hamburg. Hiernach wurde er zum Major befördert und übernahm bis 1993 den Posten des Grundsatzreferenten für Militärisches Nachrichtenwesen im Führungsstab des Heeres im Bonner Bundesministerium der Verteidigung.
1993 wurde Thomas nach Neumünster versetzt, wo er bis 1995 als Operationsstabsoffizier (G3) und Chef des Stabes von Hans-Georg Atzinger diente. Von 1995 bis 1997 war er international eingesetzt und diente als Operationsstabsoffizier im Hauptquartier des Allied Command Baltic Approaches (BALTAP) im dänischen Karup. Zurück in Deutschland übernahm Oberstleutnant Thomas schließlich das Kommando über das Panzerbataillon 423 in Brück und führte dieses bis zum Jahre 2000. Während dieser Verwendung war er im Auslandseinsatz und kommandierte vom November 1999 bis zum Mai 2000 das Einsatzbataillons 1/TF Prizren im Rahmen der KFOR im Kosovo.
Von 2000 bis 2002 war Thomas als Dozent für Truppenführung und Tutor des 42. und 44. Generalstabslehrganges an der Führungsakademie eingesetzt. 2002 wurde er nach Neubrandenburg versetzt, wo er bis 2004 als Abteilungsleiter Operationen und Ausbildung (G3) der 14. Panzergrenadierdivision unter dem Kommando von Friedrich Riechmann, Wolfgang Korte und Christian Trull diente. Zudem war er während dieser Verwendung vom November 2003 bis zum Mai 2004 als Kommandeur der deutsch-italienischen Battle Group und Kommandeur des Deutschen Einsatzkontingents SFOR in Bosnien und Herzegowina eingesetzt.
Wieder zurück in Deutschland übernahm Thomas von 2004 bis 2007 den Posten des Fachbereichsleiters Führungslehre Heer an der Hamburger Führungsakademie. 2007 war er zudem Lehrgangsteilnehmer an der Bundesakademie für Sicherheitspolitik in Berlin. Hiernach erfolgte die Versetzung in das Bonner Ministerium, wo er von 2007 bis 2010 als Referatsleiter Grundsatzangelegenheiten Truppenführung und Übungen Heer sowie Multinationale Zusammenarbeit Heer im Führungsstab des Heeres unter dem Kommando des Chefs des Stabes, Werner Freers, diente.

### Dienst im Generalsrang
Thomas übernahm im April 2010 das Kommando über die Panzerbrigade 12 von Oberst Michael Uhrig. Seine Ernennung zum Brigadegeneral erfolgte kurze Zeit später. Vom 24. Juni 2010 an, war Thomas abermals im Auslandseinsatz, diesmal als Kontingentführer des Deutschen Einsatzkontingents KFOR in Prizren. Sein Einsatz endete im Oktober 2010. Die Führung Brigade übergab er am 4. Oktober 2012 an seinen Nachfolger. Bereits ab Juli 2012 war er in seiner Verwendung beim 1. Deutsch-Niederländisches Korps. Im Oktober 2014 übernahm Thomas die Dienstgeschäfte des stellvertretenden Kommandeurs der Division Schnelle Kräfte von Brigadegeneral Reinhardt Zudrop. Diesen Dienstposten übergab er am 29. Februar 2016 an Brigadegeneral Gert Gawellek, um am 9. März 2016 den Dienstposten als Stellvertretender Kommandeur des 1. Deutsch-Niederländisches Korps vom niederländischen Generalmajor Leo Beulen zu übernehmen. Am 31. August 2018 übernahm Thomas von Generalleutnant Frank Leidenberger den Dienstposten als Kommandeur Deutsche Anteile Multinationale Korps/Militärische Grundorganisation im Kommando Heer. Auf diesem Dienstposten erhielt er auch kurz darauf die Beförderung zum Generalleutnant.
Am 30. März 2022 übergab er diesen Dienstposten an Generalleutnant Andreas Marlow und trat nach fast 46 Dienstjahren in den Ruhestand.

## Privates
Thomas ist verheiratet und hat zwei Kinder.